# 马尔切洛·巴尔塔利尼
马尔切洛·巴尔塔利尼（義大利語：Marcello Bartalini，1962年3月12日—），意大利男子自行车运动员。他曾代表意大利参加1984年夏季奥林匹克运动会自行车比赛，获得男子团体计时赛金牌。